# 3187 Dalian
A 3187 Dalian (ideiglenes jelöléssel 1977 TO3) a Naprendszer kisbolygóövében található aszteroida. A Bíbor-hegyi Obszervatórium fedezte fel 1977. október 10-én.